# Tóth Ferenc (labdarúgó, 1993)
Tóth Ferenc (Budapest, 1993. január 9. –) magyar labdarúgó, a Monor hátvédje.